# Oxira postpallida
Oxira postpallida là một loài bướm đêm trong họ Noctuidae.